# Le Thieulin
Le Thieulin – miejscowość i gmina we Francji, w Regionie Centralnym, w departamencie Eure-et-Loir.
Według danych na rok 1990 gminę zamieszkiwały 293 osoby, a gęstość zaludnienia wynosiła 25 osób/km² (wśród 1842 gmin Regionu Centralnego Le Thieulin plasuje się na 848. miejscu pod względem liczby ludności, natomiast pod względem powierzchni na miejscu 1056.).